# Sent Estève dei Sòrbs
Sent Estève dei Sòrbs (en francès Saint-Étienne-des-Sorts) és un municipi francès situat al departament del Gard i a la regió d'Occitània.